# Station Zullik
Station Zullik (Frans: Bassilly) is een voormalig spoorwegstation langs het voormalige tracé van spoorlijn 94 (Halle - Rijsel) en de opgebroken spoorlijn 87 (Zullik - Doornik) in Zullik, een deelgemeente van de Belgische gemeente Opzullik.
0,0: Zullik ·
3,2: Bois de Lessines ·
6,0: Woelingen ·
8,1: Lessen-Carrières ·
9,9: Lessen ·
12,0: Ghoy ·
15,1: Ogy ·
19,1: Flobecq ·
20,9: Flobecq-Planche ·
22,0: Rigoudrie ·
24,1: Elzele ·
29,2: Maryve ·
30,2: Ronse ·
31,2: Leuzensesteenweg ·
33,7: Tribury ·
35,0: Rozenaken ·
37,0: Amougies ·
40,3: Schalafie ·
42,0: Celles-Schalafie ·
45,2: Pottes ·
48,7: Herinnes Warcoing ·
50,9: Pecq ·
53,1: Leancourt ·
54,0: Obigies ·
57,2: Kain ·
60,0: Doornik
0,0: Halle ·
5,1: Beert-Bellingen ·
7,2: Sint-Renelde ·
10,0: Bierk ·
15,4: Edingen ·
18,2: Mark ·
24,2: Zullik ·
26,0: Opzullik ·
27,4: Hellebecq ·
30,7: Meslin-l'Evêque ·
32,8: Isières ·
34,4: Lanquesaint ·
38,4: Aat ·
41,7: Villers-Notre-Dame ·
43,7: Ligne ·
47,5: Chapelle-à-Wattines ·
50,4: Leuze ·
53,5: Pipaix ·
56,0: Barry-Maulde ·
61,6: Havinnes ·
63,9: Havinnes-Village ·
68,5: Doornik ·
71,1: Froyennes ·
75,5: Blandain